# Alberto Baeza
Alberto Baeza, teljes nevén Alberto Baeza Mena (1938. december 6. –) mexikói labdarúgó, csatár.

## Pályafutása
Klubkarrierje során két csapatban, a Necaxában és az amerikai San Diego Torosban játszott.
A válogatottban kerettag volt az 1962-es vb-n, azonban végül sem itt, sem később nem lépett pályára a nemzeti csapatban.

## Sikerei, díjai
Club Necaxa
- Mexikói kupa: 1959–60, 1965–66
- Mexikói szuperkupa: 1966